# Reprezentacja Mozambiku w piłce nożnej mężczyzn
Reprezentacja Mozambiku – kadra Mozambiku w piłce nożnej mężczyzn.
Pięciokrotnie startowała w eliminacjach do mistrzostw świata, ale za każdym razem walkę o mundial przegrywała z kretesem. Trzy razy – w 1986, 1996 i 1998 – brała udział w rozgrywkach o Puchar Narodów Afryki. Jej bilans – dziewięć meczów: 0 zwycięstw, 1 remis (z Tunezją w 1996) i 8 porażek.
Mozambik uzyskał niepodległość dopiero w 1975 roku. Przez ponad trzysta lat ten był kolonią Portugalii. Właśnie w jej drużynie narodowej grał na przełomie lat 60. i 70. urodzony w Maputo Eusébio, brązowy medalista i król strzelców mundialu 1966 oraz zdobywca Złotej Piłki w plebiscycie magazynu France Football w 1965 roku. Z Mozambiku pochodzi również znany trener piłkarski, były selekcjoner reprezentacji Portugalii Carlos Queiróz.
Ostatni trener, Mart Nooij został zwolniony po tym, jak Mozambik nie wyszedł z grupy na PNA w Angoli w 2010.
Obecnym selekcjonerem kadry Mozambiku jest Horácio Gonçalves.

## Udział wMistrzostwach Świata
- 1930–1974 – Nie brał udziału (był kolonią portugalską)
- 1978 – Nie brał udziału
- 1982 – Nie zakwalifikował się
- 1986–1990 – Nie brał udziału
- 1994–2022 – Nie zakwalifikował się

## Udział wPucharze Narodów Afryki
- 1957–1974 – Nie brała udziału (Mozambik był kolonią portugalską)
- 1976–1980 – Nie brała udziału
- 1982–1984 – Nie zakwalifikowała się
- 1986 – Faza grupowa
- 1988–1994 – Nie zakwalifikowała się
- 1996 – Faza grupowa
- 1998 – Faza grupowa
- 2000–2006 – Nie zakwalifikowała się
- 2010 – Faza grupowa
- 2012–2021 – Nie zakwalifikowała się
- 2023 – Faza grupowa